# Pentanisia foetida
Pentanisia foetida är en måreväxtart som beskrevs av Bernard Verdcourt. Pentanisia foetida ingår i släktet Pentanisia och familjen måreväxter. Inga underarter finns listade i Catalogue of Life.